# Robert Crewe-Milnes, 1:e markis av Crewe
Robert Offley Ashburton Crewe-Milnes, 1:e markis av Crewe, född 12 januari 1858, död 20 juni 1945, var en brittisk politiker. Han var son till Richard Monckton Milnes, 1:e baron Houghton, och bar namnet lord Houghton fram till 1895.

## Biografi
Crewe-Milnes hade ärvt faderns litterära anlag och publicerade bland annat 1890 en diktsamling, Stray verses. 1885 tog han inträde i överhuset som liberal ledamot. Då Gladstone 1892 bildade sin fjärde ministär, blev Crewe-Milnes vicekung av Irland, på vilken post han kvarstod till 1895. År 1905 blev han lordpresident i Henry Campbell-Bannermans ministär, och även överhusets ledare. År 1908 gjorde H.H. Asquith honom till kolonialminister och storsigillbevarare, men Crewe-Milnes utbytte 1908 posten som kolonialminister mot den som minister för Indien. År 1915 blev han lordpresident i Asquith/Lloyd Georges koalitionsregering, men avgick 1916 samtidigt som Asquith. Åren 1922–1928 var han brittisk ambassadör i Paris. Från 1921 till sin död var han president i Royal Society of Literature. Sin främsta politiska insats gjorde han som minister för Indien. Han upphävde den av George Curzon impopulära fyrdelningen av Bengalen och flyttade Indiens huvudstad från Calcutta till Delhi.